# Richard de Rouen
Ne pas confondre avec Richard (vicomte de Rouen)
Richard est un comte de Rouen de la fin du VIIIe siècle.

## Biographie
Il est cité en 787 comme comte de Rouen et en 795 comme surintendant des domaines royaux.
Il est probablement fils du comte carolingien Jérôme, ce dernier ayant épousé en secondes noces une princesse gothe, alors que le prénom Richard est rare dans l'aristocratie franque, et peut être rapproché des rois wisigoths Recarède Ier et Récarède II.
D'autre part, il pourrait être un ancêtre des Bivinides.